# Hexatoma (Eriocera) venavitta
Hexatoma (Eriocera) venavitta is een tweevleugelige uit de familie steltmuggen (Limoniidae). De soort komt voor in het Neotropisch gebied.